# 山内知也
山内 知也（やまうち ともや）は、日本の科学者。神戸大学大学院海事科学研究科教授。研究分野は、イオントラック、放射線物理、放射線物性、放射線計測。

## 経歴
愛媛県立新居浜西高等学校出身。1985年、大阪大学工学部卒業。1987年、大阪大学で工学修士。1993年、大阪大学で博士（工学）。
2005年12月25日、佐賀県主催で開かれた玄海原子力発電所3号機プルサーマル計画についての公開討論会に出席し、少なくとも耐震設計審査指針の見直しが完了するまでプルサーマルは待つべき、などと主張した。
2011年3月の福島第一原発事故後文部科学省が通達を出して福島県の小学生・中学生の被曝限度を20mSvにしたことに関し、同年4月21日に文部科学省及び原子力安全委員会に対して申し入れ書を出したのを始め、「子どもには年1msvを適用すべき」などと4度にわたって国に申し入れた。
2012年2月18日に大阪市内で、東日本大震災や福島第一原子力発電所事故で生じた瓦礫の受け入れに反対する団体が開催した講演会に招かれ、この中で、瀬戸孝則・福島市長について、「行政は動かないが、福島市長は正しいことをしている。山形市に住んだ上で、公用車で毎朝通っている」等の内容の発言をした。この発言に対し、瀬戸市長は、「自分は福島市に住んでいる。発言は事実無根である」として、同年3月26日に山内に対し謝罪を求める抗議文を郵送した。
同年4月9日、山内は福島市役所を訪れ、「流言飛語の類いを聞いて、そのまま信じ込んだ」と認め、「深くおわび申し上げる」と陳謝した。瀬戸市長は「除染など放射能対策を進める上では市民との信頼関係が大切」と強調。山内教授の対応が早く、誠意ある態度だったとして、名誉毀損（きそん）での刑事告訴などは見送るとした。